# 35093 Akicity
35093 Akicity è un asteroide della fascia principale. Scoperto nel 1991, presenta un'orbita caratterizzata da un semiasse maggiore pari a 3,1689236 UA e da un'eccentricità di 0,1095982, inclinata di 6,31432° rispetto all'eclittica.